# Миронов, Александр Иванович
Александр Иванович Миронов (29 июня 1944 — 11 марта 2018) — советский футболист, выступавший на позиции защитника, и футбольный тренер. Сыграл 32 матча и забил 2 гола в высшей лиге СССР. Мастер спорта СССР (1966).

## Биография
Начал заниматься футболом в 13-летнем возрасте. Принимал участие в финальном турнире юношеского первенства РСФСР, входил в сборную РСФСР. На взрослом уровне дебютировал в 1963 году в составе воронежской «Энергии», в том же сезоне перешёл в главную команду города — «Труд». В составе «Труда» выступал в течение семи сезонов и сыграл за это время более 180 матчей в первой лиге.
В 1970 году перешёл в ростовский СКА, выступавший в высшей лиге. Дебютный матч на высшем уровне сыграл 15 марта 1970 года против «Арарата», а первый гол забил 26 апреля 1970 года в ворота московского «Спартака» и помог команде одержать волевую победу 3:1. Всего за сезон принял участие в 32 матчах высшей лиги и забил два гола. Был включён в символическую сборную лучших дебютантов сезона по версии журнала «Смена».
В 1971 году вернулся в воронежский «Труд», игравший к тому времени во второй лиге, а в 1973 году в 29-летнем возрасте завершил карьеру. Всего за воронежский клуб сыграл 251 матч в первенствах страны и забил 11 голов.
По окончании игровой карьеры стал тренером. В 1977 году входил в тренерский штаб «Факела», а во второй половине сезона-1990 возглавлял «Экибастузец». Много лет работал в Воронеже детским тренером, также был начальником воронежской «Стрелы».
В 66 лет Александру Миронову была ампутирована нога. Скончался 11 марта 2018 года. 